# Cirkel Kaffe
Cirkel Kaffe er et af de ældste danske kaffemærker. Det stammer fra 1896, hvor FDB – Fællesforeningen for Danmarks Brugsforeninger – blev stiftet. FDB-kaffe var et af de første produkter i den nystartede forening, men blev i 1938 omdøbt til det kendte Cirkelkaffe som nu igen er relanceret i nutidens Coops butikker, Kvickly, Super Brugsen, Dagli'Brugsen, Irma, 365discount og Fakta. 
COOP CIRKEL BLÅ er filterkaffe der består af 100 %  Arabicakaffe fra Brasilien, Colombia og Mellemamerika. Risteriet er Kaffehuset i Karlstad.
COOP CIRKEL GULD er filterkaffe der består af 100 % Arabicakaffe fra Brasilien, Centralamerika, Østafrika og Columbia. Risteriet er Kaffehuset i Karlstad.
Cirkel Kaffens logo, det afrikanske kvindehoved med de store hvide øreringe, blev designet af Kaj Matthiessen i 1940'erne, men den mest berømte udgave blev tegnet af Aage Sikker Hansen i 1955. Inspirationen til tegningen hentede Aage Sikker Hansen i bogen 'Blandt Nøgne Folk' af Richard Wyndham. Han er kunstneren bag de klassiske plakater DavreGryn og Cirkel Kaffe, som han fremstillede til FDB i hhv. 1945 og 1955. 
I 2004 modtog kaffens logo Dansk Design Centers Den Danske Designpris for at "have bragt kunsten ind i den kaffedrikkende danskers hverdag". Billedet af det smukke afrikanske kvindeansigt er blevet trykt som plakater og postkort - og Coop benytter også varemærket på servietter, lys, krus og andre varer.